# Calvaire de la chapelle Sainte-Catherine
Le calvaire de la chapelle Sainte-Catherine est un édifice situé à Mespaul en France.

## Localisation
Le calvaire est situé sur le territoire de la commune de Mespaul, dans le département du Finistère en région Bretagne.

## Description
Le calvaire, daté de la fin du XVIe siècle, époque de construction de ce type de monument en Bretagne, et particulièrement dans le Léon lors de l'épiscopat de Roland de Neufville (1562-1613) , présente un intérêt important pour sa statuaire, restituée dans sa quasi intégralité par la restauration de 1895. On a pu rapprocher cette oeuvre de celle exécutée à Saint-Herbot en Plonévez-du-Faou (notice Mérimée PA00090202) , en dégageant un lien d'inspiration sans volonté de réplique, l'imagier de Mespaul s'inscrivant plus affirmativement dans le courant artistique de la Renaissance.

## Historique
Le calvaire est inscrit au titre des monuments historiques par arrêté du 25 mars 1997.

## Galerie

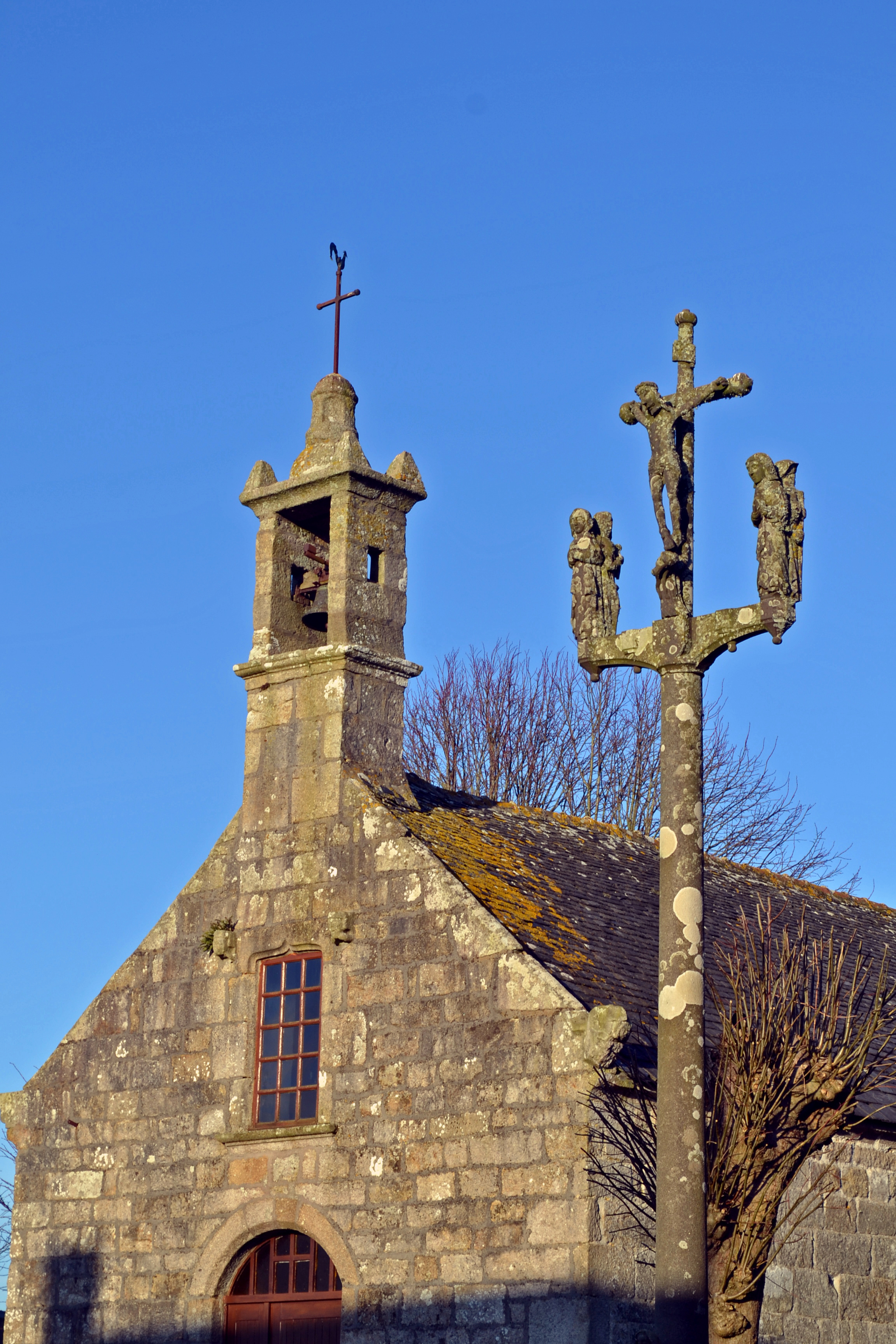
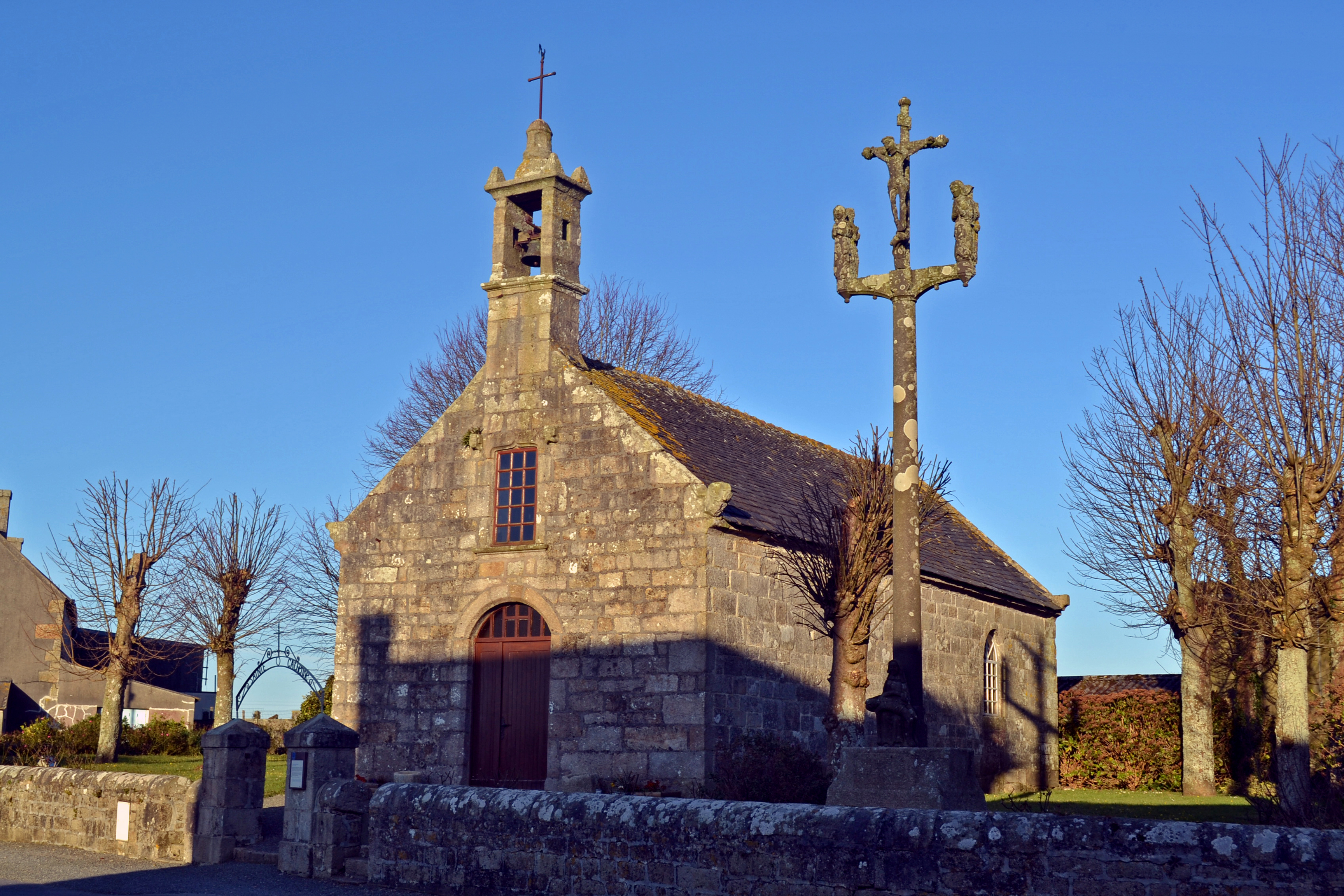
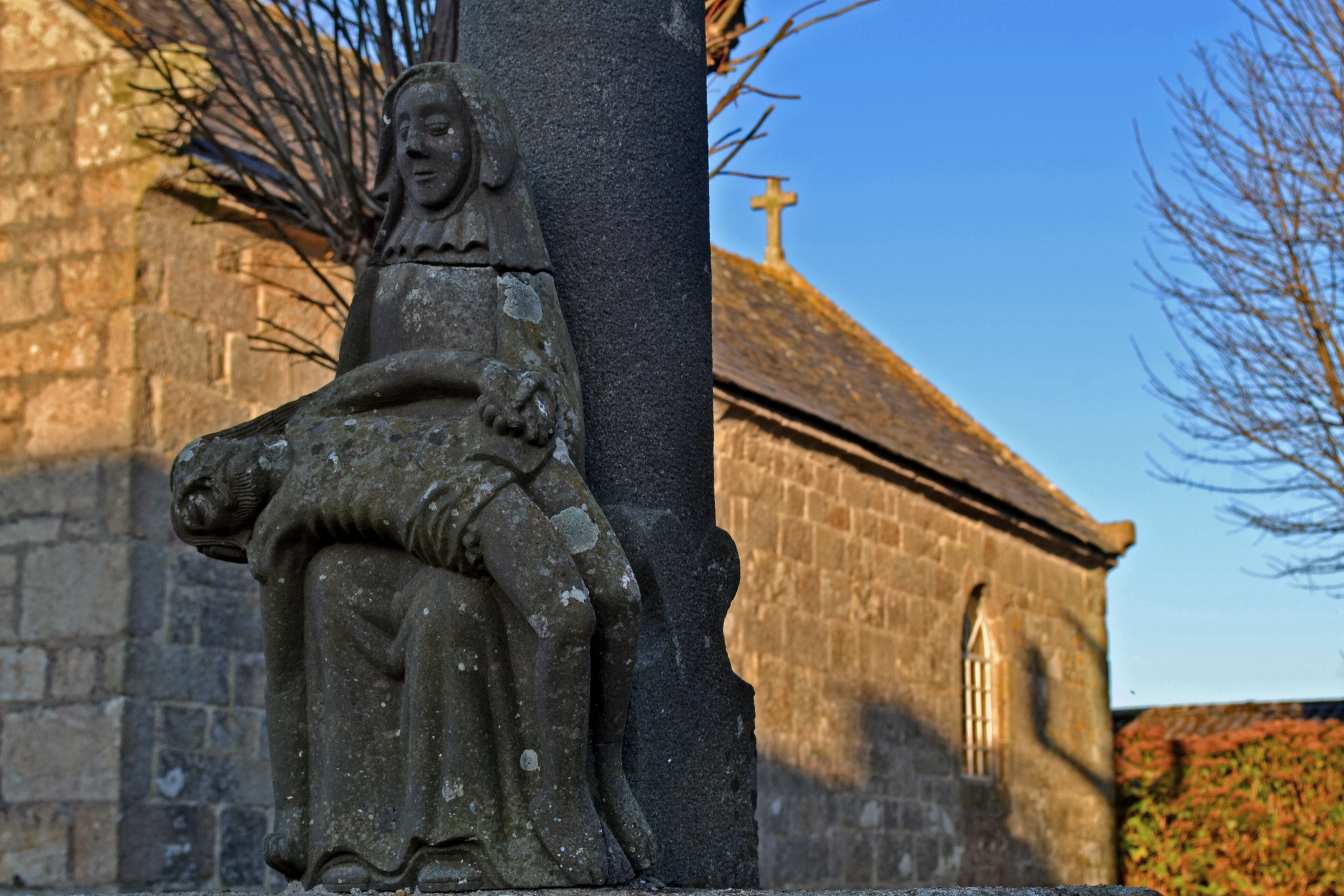
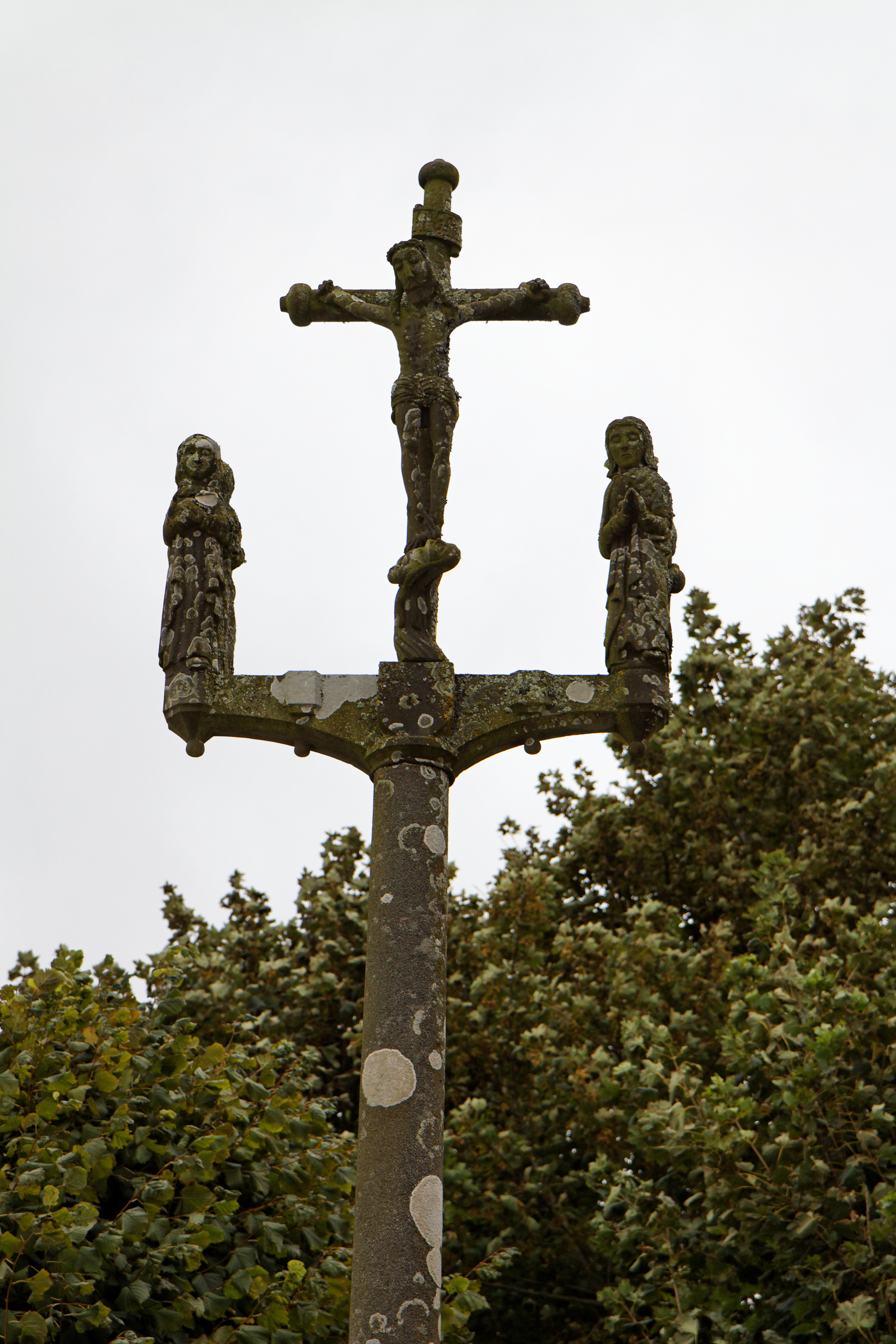